# Rue DeBona
Rue DeBona (* 7. März 1976 in Glen Rock, New Jersey als Ruthann DeBona) ist eine US-amerikanische Sängerin, Schauspielerin und Moderatorin. 

## Leben
Ruthan DeBona trat schon als Kind und als Jugendliche bei Talentshows an. Sie gewann bei Schönheits- und Talentwettbewerben unter anderem den Titel Miss Junior America und Miss Junior Talent und war außerdem Finalistin bei der ersten Version von Star Search, die zwischen 1983 und 1998 in den Vereinigten Staaten lief. 1989, im Alter von gerade mal 13 Jahren, wurde sie für die Girlgroup Boy Krazy gecastet, bei der sie unter dem Pseudonym Ruth Ann Roberts zusammen mit vier weiteren Sänger- und Tänzerinnen agierte. Mit dem Song That’s What Love Can Do hatte die Band 1993 ihren ersten Hit. Die Single erreichte Platz 18 der Billboard Hot 100. Nach der Veröffentlichung ihres einzigen, selbstbetitelten Albums 1993 löste sich die Band jedoch auf. Trotz eines Deals mit Atlantic Records verlief ihre Solokarriere danach im Sande.
Anschließend ging sie unter ihrem Geburtsnamen Rue DeBona ins Fernsehen. Für World Wrestling Entertainment trat sie als Interviewer auf. Außerdem moderierte sie 2003 die Show WWE Afterburn. 2004 löste sie ihren Vertrag auf. Zurzeit ist sie als Moderator auf dem Italian American Network zu sehen.
Rue DeBona hatte außerdem mehrere Gastrollen im Fernsehen, so zum Beispiel in den Fernsehserien Law & Order, Die Sopranos und Chaos City sowie kleinere Rollen in Spielfilmen wie Love the Hard Way (2001) und Inside Man (2006).
Sie war mit WWE-Moderator Josh Mathews von November 2006 bis 2008 verheiratet.